# University of Sussex
University of Sussex, Sussex Universitet, är ett campusbaserat universitet i England, i East Sussex, runt 6 km från Brighton. Det är det enda universitetet i England som ligger helt inom ett område klassat som Area of Outstanding Natural Beauty, nämligen South Downs.
Sussex Universitet, som var det första i en våg av brittiska universitet grundade på 1960-talet, och som fick sina Royal Charters 1961, kom inte bara att representera social förändring under efterkrigstiden, utan även en interdisciplinär inriktning, samt ett socialt engagemang. 
Universitetet rankas bland de 30 bästa i Storbritannien, plats 16 enligt The Guardian medan Good University Guide placerar Sussex på 27:e plats 2007, och 24:e 2008. Enligt The Guardian har universitetet den högst rankade kemiinstitutionen bland brittiska universitet.

## Historia

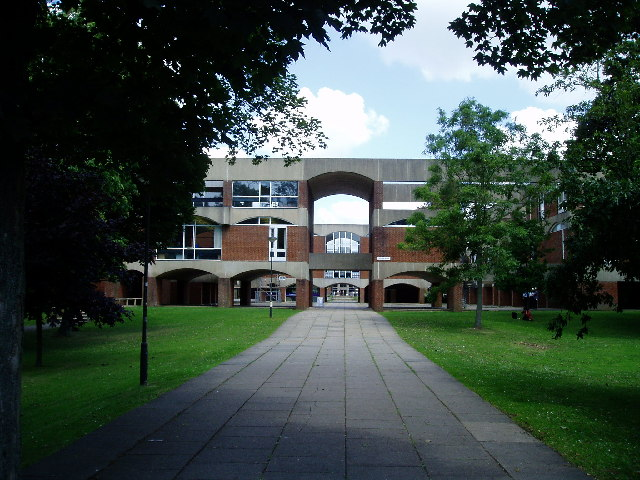
Falmer House

University of Sussex kom till genom en idé att ha ett universitet som betjänade Brighton. I december 1911 hölls ett första offentliga möte i Brighton Pavilion om hur byggnationen av ett universitet skulle kunna finansieras. Projektet stoppades dock av första världskriget, och pengarna som samlats in användes till att bekosta böcker till Brightons Municipal Technical Collage (Brightons tekniska högskola). Idén om ett universitet väcktes dock på nytt på 1950-talet och Royal Charters tilldelades den 16 augusti 1961.  University of Sussex fick snabbt ett rykte om sig att vara radikalt och liberalt, vilket det fortfarande delvis är, speciellt Studentunionen, som engagerar sig i politiska och sociala frågor. Universitetet har en policy om no platform for fascists (ingen plattform för fascister), vilket omöjliggör för extremhögerpartier som BNP (British National Party) att tala eller debattera på universitetet.
2004 lanserade universitetet en ny, kommersiell, logotyp istället för sitt vapen. Förre vicekanslern Professor Alasdair Smith sade: "Vår nya visuella identitet är startpunkten för det som kommer att bli en fräsch stil och känsla för Sussex. Den är baserad på universitetets visioner och värderingar, som i sig själva är uttryck för vad universitetet strävar att vara: banbrytande, kreativt, internationellt, utmärkt, engagerande och utmanande". Logotypen är också menad att reflektera de stora förändringar som sker på Sussex University, till exempel öppnandet av den nya Brighton and Sussex Medical School, nya program, och de största ombyggnationerna på campus sedan universitetet grundades.
Universitet har rätt att börja använda sitt vapen igen, när det så önskar.

## Campus

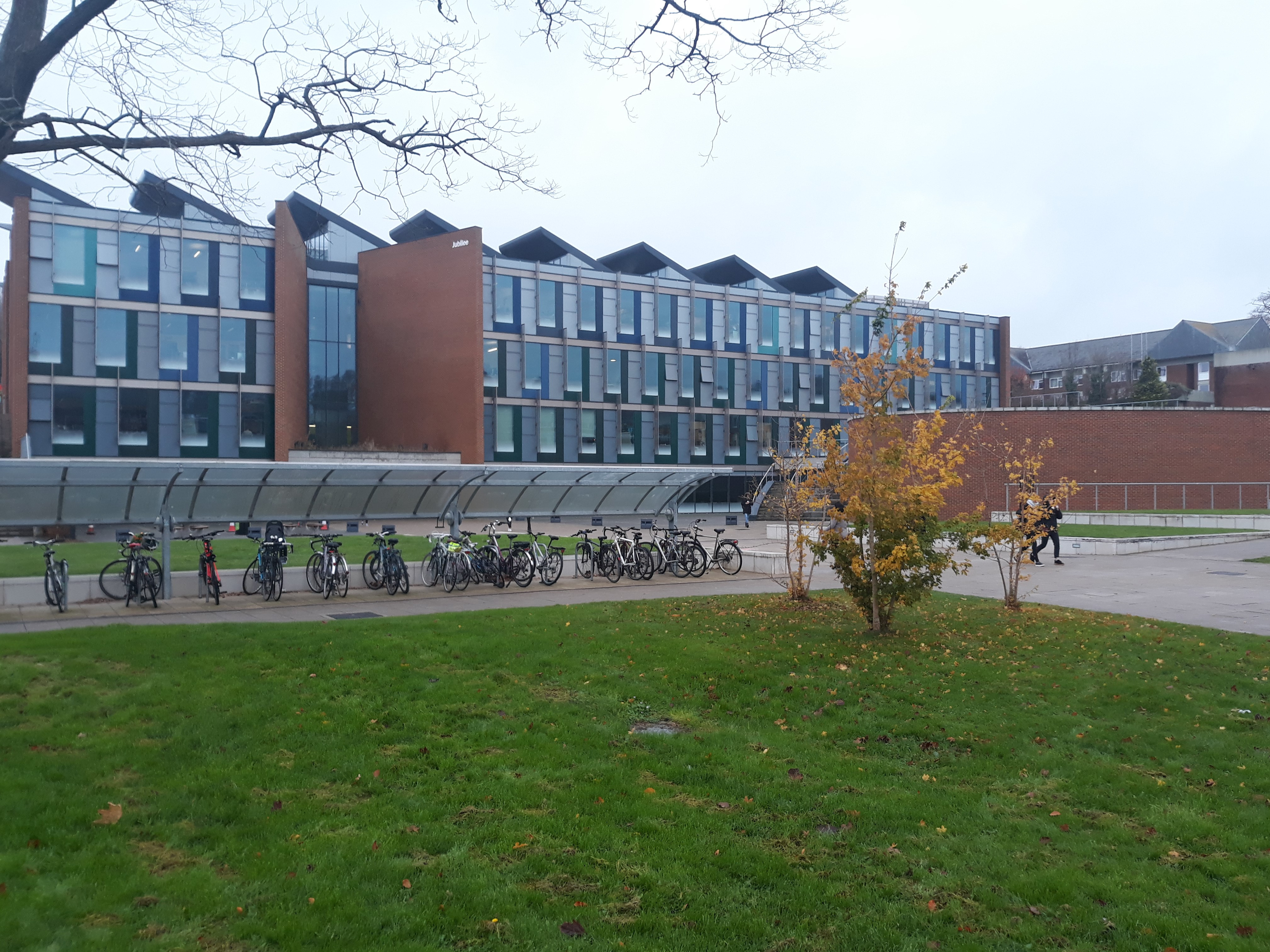
Jubilee

Universitetsområdet, formgivet av Sir Basil Spence, ligger vid byn Falmer, alldeles vid dess järnvägsstation som ligger åtta minuters färd från Brighton Station. Universitetet kan också nås med bil från Brighton eller Lewes med motortrafikleden A27. Området ligger mitt i Sussex Downs, som inspirerade Spence formgivning av universitetet. Många av byggnaderna på campus är konstruerade att likna andra saker. Arts A-byggnaden har en ingång i betong som imiterar ett rugbymål. Falmer House är tänkt att vara formad som en kamera, och campuset självt ska likna en sittande katt från luften.
Basil Spence formgivning var uppskattad i arkitekturkretsar, och flera byggnader på campus har fått utmärkelser. Falmer House vann en bronsmedalj från Royal Institute of British Architects. 
En annan byggnad, Meeting House, vann Civic Trusts utmärkelse 1969. 1993 fick byggnaderna som utgör kärnan av Spence formgivning så kallad "listad status", där Falmer House är en av två byggnader som listades med första graden av "exceptionellt intresse".
En annan betydande byggnad på campus, Meeting House, sörjer för studenternas religiösa behov. Byggandet av en sådan byggnad var del av den ursprungliga planen för University of Sussex, men kunde inte realiseras utan en donation från Sir Caffyn och Lady Caffyn. Byggnaden uppfördes 1965–1966, och har en diameter på 25 meter och kapacitet för 350 sittande.
Gardner Arts Centre, ytterligare en av Spence konstruktioner, öppnades 1969 som det första universitetskonstcentret. Centret hade en kombinerad biograf och teater med 480 platser, ett konstgalleri och ateljéer, och användes ofta för teaterföreställningar och filmvisningar. Centret stängde sommaren 2007. Anledningen var brist på finansiering för renovering. Det finns till dags dato inga planer för byggnaden.

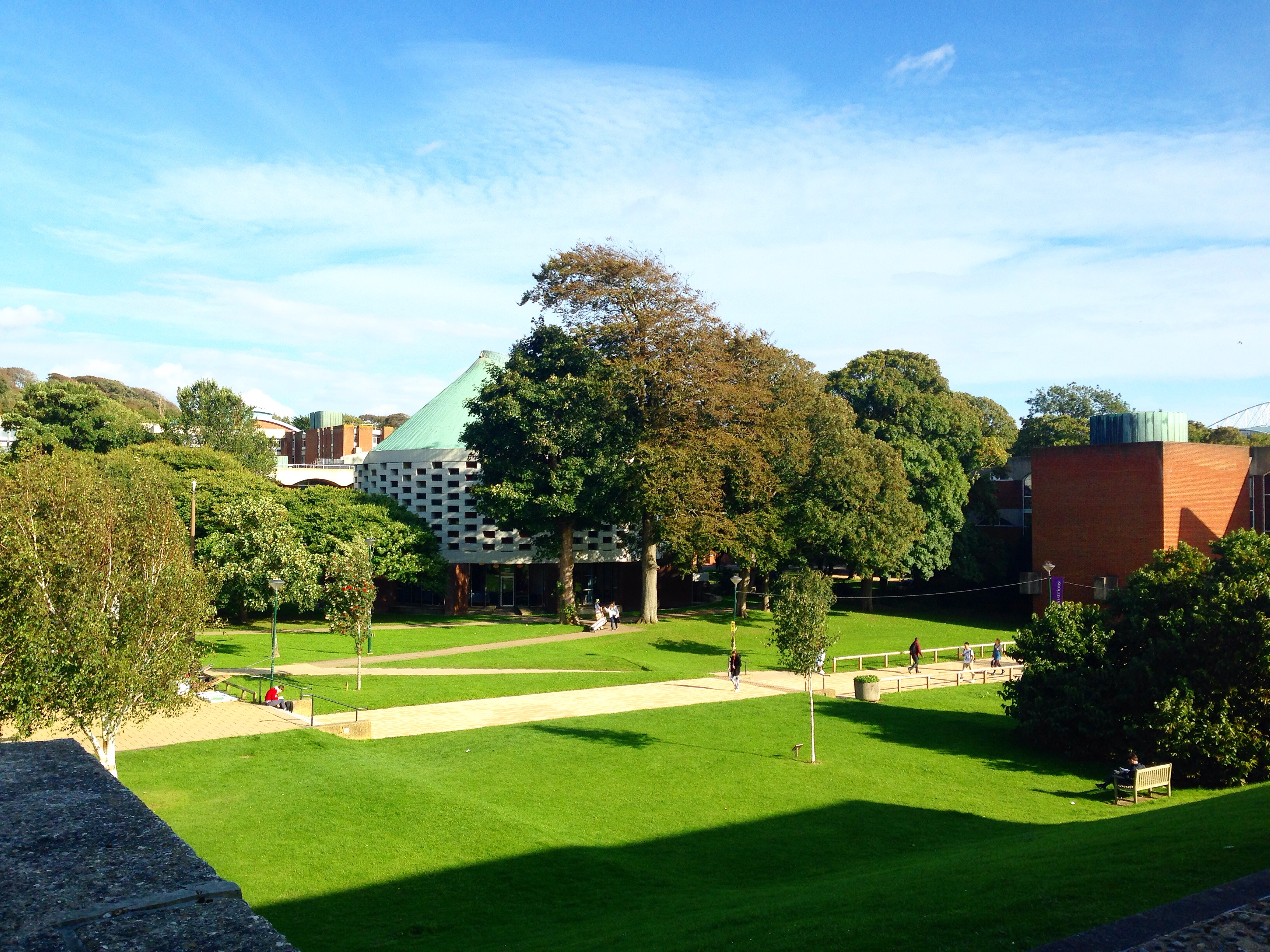
Sussex campus